# Frequency-Shift Keying

Przykład binarnej FSK

FSK (ang. Frequency-Shift Keying), kluczowanie częstotliwości – rodzaj modulacji sygnału cyfrowego, w której reprezentacja danych odbywa się poprzez zmiany częstotliwości fali nośnej. Przy stałej amplitudzie harmonicznego sygnału nośnego (ang. carrier) następuje zmiana częstotliwości: niższa reprezentuje symbol logicznego „0” informacji binarnej, a wyższa częstotliwość – logicznej „1”. Czasami przypisanie częstotliwości może być odwrotne.
Sygnał zmodulowany może przechodzić z jednej częstotliwości w drugą, z ciągłością jego fazy lub bez niej. Jest to równoważne sytuacji kiedy kluczowane są wyjścia dwóch niezależnych generatorów albo parametry jednego generatora.

## Przypadek fazy nieciągłej

Ogólny schemat blokowy generatora dla FSK z fazą nieciągłą

### Kod modulacyjny
{\displaystyle \varphi _{FSK}={\begin{cases}A_{0}cos\omega _{1}t&\quad {\text{dla }}\ x_{n}=1\\A_{0}cos\omega _{2}t&\quad {\text{dla }}\ x_{n}=0\end{cases}},}
gdzie:
{\displaystyle \omega _{1}\,\omega _{2}} – częstotliwości znamienne,
{\displaystyle A_{0}} – amplituda sygnału nośnego.

### Widmowa gęstość mocy
{\displaystyle S_{FSK}\approx {\frac {1}{8}}\prod A_{0}^{2}[\delta (\omega -\omega _{1})+\delta (\omega -\omega _{2})]+{\frac {1}{16}}A_{0}^{2}T\left[Sa^{2}{\frac {(\omega -\omega _{1})T}{2}}+Sa^{2}{\frac {(\omega -\omega _{2})T}{2}}\right]\quad {\text{dla }}\ \omega \geqslant 0}

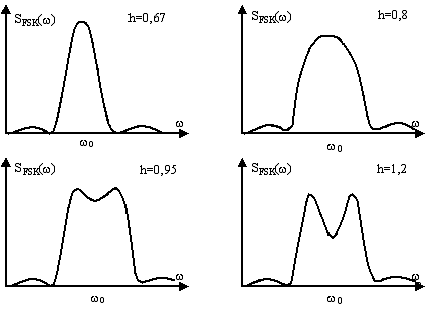
Widmo gęstości mocy sygnału FSK z nieciągłą fazą dla różnych wartości wskaźnika kluczowania

Na to jaki kształt ma widmo ma wpływ wskaźnik kluczowania (częstotliwości):
{\displaystyle h={\frac {\omega _{2}-\omega _{1}}{\omega _{T}}},}
gdzie {\displaystyle \omega _{T}} – częstotliwość kluczowania wyraża się wzorem {\displaystyle \omega _{T}={\frac {2\pi }{T}}.}
Nieciągłość fazy przebiegu zmodulowanego powoduje pogorszenie jego właściwości transmisyjnych i detekcyjnych (przejściowe zaniki obwiedni, fluktuacje częstotliwości chwilowej, stosunkowo wolno zanikające widmo).

## Przypadek fazy ciągłej

Ogólny schemat blokowy generatora dla FSK z fazą ciągłą

(ang. CPFSK Continuous Phase Frequency Shift Keying)

### Kod modulacyjny
Szczególny przypadek modulacji FM {\displaystyle |x|_{max}=1}
{\displaystyle \varphi _{FSK}=A_{0}\cos \left[\omega _{0}t+\Delta \omega \int \limits _{0}^{t}x(\tau )d\tau \right],}
gdzie:
{\displaystyle A_{0}} – amplituda sygnału nośnego,
{\displaystyle \omega _{0}={\frac {\omega _{1}+\omega _{2}}{2}}} – częstotliwość nośna,
{\displaystyle \Delta \omega ={\frac {\omega _{2}-\omega _{1}}{2}}} – dewiacja częstotliwości.

### Widmowa gęstość mocy
{\displaystyle S_{FSK}\approx {\frac {1}{4}}\prod ^{2}h^{2}A_{0}^{2}T{\frac {Sa^{2}{\frac {(\omega -\omega _{1})T}{2}}+Sa^{2}{\frac {(\omega -\omega _{2})T}{2}}}{1-2\cos(\omega -\omega _{0})T\cos \Delta \omega T+cos^{2}\Delta \omega T}}\quad {\text{dla }}\ \omega \geqslant 0}

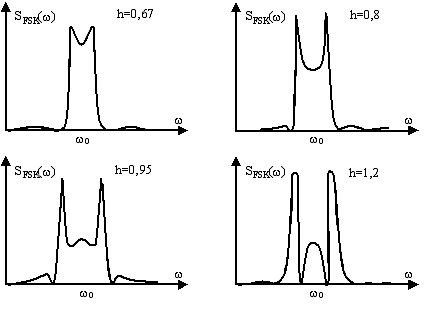
Widmo gęstości mocy sygnału FSK z ciągłą fazą dla różnych wartości wskaźnika kluczowania

Ciągłość fazy przebiegu FSK powoduje szybsze zanikanie widma sygnału, a tym samym eliminację przesłuchów międzykanałowych.